# بلال (فلم)
بلال: سلالة بطل جديد يُعرف اختصاراً باسم بلال (بالإنجليزية: Bilal: A New Breed of Hero) هو فيلم سعودي ثلاثي الأبعاد مُحرَّكٌ حاسوبيًّا إثارة ومغامرة تاريخية، مستوحى من سيرة حياة بلال بن رباح أحد أصحاب الرسول محمد ﷺ. حيث تدور أحداثُه حول الفتى بلال الذي تم اختطافه هو وشقيقته من الحبشة إلى أرض جزيرة العرب فيُحاول التحرّر من عبوديّته ويُصبِح ذا شأن في المُجتَمع. الفيلم من إنتاج بارجون إنترتيمنت ومن تأليف وإخراج وقصّة أيمن جمال واشترك معه في الإخراج خوارم آلفي، كتب سيناريو آليكس كرونمر، ومايكل وولف، وخورام آلافي، وياسين كامل.
استغرق العمل على السيناريو الخاص بالفيلم حوالي سبع سنوات، وتم تنفيذه في غضون ثلاث سنوات. وهدفَ أيمن جمال في هذا الفيلم تسليط الضوء على بطلٍ حقيقي من التاريخ الغَني للجزيرة العربية. عُرِض الفيلم لأوّل مرة خلال فعاليات مهرجان دبي السينمائي في 9 ديسمبر 2015. وصَدر في دور العرض في الشرق الأوسط في 8 سبتمبر 2016. وقد نالَ الفيلم إعجاب النُقّاد واستحسانِهم.

## مُلخّص الأحداث
بلال فتى طموح يحلم في يوم من الأيام في المستقبل بأن يصير محاربًا واعدًا، لكنه يقع ضحية للاختطاف مع شقيقته بعد الاعتداء الذي وقع على القرية التي يعيشان فيها، ويصيران في عالم لا يحكمه سوى الجشع والظلم، فيصير الشقيقان مُقيدين بإرادة أكثر رجل نافذ في المدينة وهو أميّة، ومع الوقت يحاول بلال أن يختار مصيره بنفسه.

## طاقم التمثيل

### النسخة الإنجليزية
- أديوالي أكينوي أجباجي بدور (بلال - بالغ -).[2]
- جيكوب لاتيمور بدور (بلال - مراهق -)
- اندريه روبنسون بدور (بلال - طفل -)
- ايان ماكشين بدور (أمية بن خلف).[3][4]
- كيث فارلي بدور (أبو بكر الصديق)
- ميك وينقرت بدور (صفوان بن أمية - بالغ -)
- سيج راين بدور (صفوان بن أمية - مراهق -)
- توماس إيان نيكولاس بدور (سعد بن أبي وقاص)
- مايكل جروس بدور (عقبة بن أبي معيط)
- سينثيا ماك وليامز بدور (حمامة - أم بلال -)
- فريد تاتاسكاير بدور (القسيس الدجال)
- جون كاري بدور (صهيب الرومي)
- تشاينا آن ماكلين
- مارك رولستون
- ديف ميتشل بدور (حمزة بن عبد المطلب)
- آل رودريغو بدور (أبو جهل)

### النسخة العربية
- قصي خضر بدور (بلال بن رباح)
- جمال سليمان بدور (أمية بن خلف)
- أسعد خليفة بدور (حمزة بن عبد المطلب)
- جهاد الأطرش بدور (أبو بكر الصديق)
- علا الفارس بدوري (غفيرة بنت رباح) و (حمامة أم بلال)
- فيصل الزهراني بدور (صفوان بن أمية)
- ياسر السقاف بدور (صهيب الرومي)

## وصلات خارجية
- الإعلان الرسمي على يوتيوب
- مقالات تستعمل روابط فنية بلا صلة مع ويكي بيانات
- الموقع الرسمي